# TSV Betzingen
Der TSV Betzingen, ausführlich Turn- und Sportverein Betzingen e. V. 1889, ist ein Sportverein aus Betzingen mit den Sparten Badminton, BMX, Freizeitsport, Fußball, Handball, Leichtathletik, Radsport, Schwimmen, Tennis, Tischtennis, Turnen-Fitness und Volleyball. Bekannt wurde der Verein durch die Tischtennis-Damenmannschaft, die in der Bundesliga spielte.

## Vereinsgeschichte
Am 4. Februar 1889 wurde der Verein unter dem Namen Turnverein Betzingen gegründet. Um 1900 waren mehr als 250 Mitglieder aktiv. Nach dem Ersten Weltkrieg kamen weitere Sportarten hinzu, 1919 Fußball, 1930 Handball, etwa 1948 Tischtennis. Während des Zweiten Weltkrieges kam der Turnbetrieb weitgehend zum Erliegen. Im April 1950 wurde der Verein als Zusammenschluss der früheren Vereine Turnverein, Arbeiter-Turnerbund und Sportfreunde 1946 Betzingen unter dem heutigen Namen Turn- und Sportverein Betzingen e. V. neu gegründet.

## Handball
Die Handballabteilung des TSV Betzingen ist schon lange vorhanden (1930). Die Abteilung umfasst über mehrere Jugendmannschaften, sowie eine Frauenmannschaft, einer zweiten Männermannschaft und einer ersten Männermannschaft.

## Tischtennis
Die Tischtennisabteilung entstand um 1948. Die Herrenmannschaft spielte von 1968 bis 1978 in der Verbandsliga, der damals höchsten Spielklasse von Baden-Württemberg.
Aushängeschild war die Damenmannschaft, die in wenigen Jahren von der Bezirksklasse bis zur Landesliga aufstieg und im Jahre 1984 die Verbandsliga erreichte. Hier wurde sie 1987 Meister und rückte in die 2. Bundesliga auf. Nach einem Gastspiel 1988/89 in der Regionalliga erfolgte der sofortige Wiederaufstieg in die 2. Bundesliga und schließlich 1990 in die 1. Bundesliga. 1998 stieg das Team ab und ein Jahr später wieder auf. Es war am erfolgreichsten in der Saison 2000/01, als es Dritter wurde, am europäischen ETTU Cup teilnahm und diesen Wettbewerb gewann.
Am Ende der Saison 2004/05 zog der Verein die Mannschaft aus finanziellen Gründen in die Oberliga zurück. Heute (2021) spielt sowohl eine Damen- als auch eine Herrenmannschaft in der Verbandsliga.